# Riera de Clarà
La riera de Clarà és una riera de la conca del Llobregat, de cabal molt irregular. La riera de Clarà neix a Capolat, al serrat de Runers, a 1.350 metres d'altitud, davalla per l'oest des de l'altiplà de Capolat i, després de travessar el terme de l'Espunyola, baixa per la baga de Sant Salvador, entra al terme d'Avià prop de la Casa el Verdaguer, travessa el terme d'Avià i drena l'antiga quadra de Clarà. Proporciona aigua als molins de la Riereta i de Casancots, i finalment entra al terme de Casserres, on l'aigua és recollida en un embassament, per seguir fins a desguassar al Llobregat al terme de Casserres, a la colònia Viladomiu Nou.
La riera de Clarà es troba en un relatiu bon estat de conservació i manté una bona mostra dels sistemes naturals fluvials del curs mitjà del riu Llobregat. Mostra fragments interessants de vegetació de ribera, amb boscos i herbassars higròfils. Per la qualiat de les aigües, manté comunitats d'algues calcàries incrustants i invertebrats associats, típiques de rieres sobre lloses calcàries. El poblament faunístic és el típic associat a aquests hàbitats, i destaca la presència de barbs. La riera forma diferents salts de poca alçada al llarg del recorregut, amb clots, alguns bastant fondos.